# Johannes Greyling
Pour les articles homonymes, voir Greyling.
Pas d'image ? Cliquez ici

a Compétitions nationales et continentales officielles uniquement.

Johannes Greyling, né le 7 mars 1985, est un joueur sud-africain de rugby à XV qui joue au poste de pilier.

## Biographie
Johannes Greyling dispute pendant quatre saisons la Vodacom Cup avec l'équipe des Griffons.
Alors qu'il évolue en France, avec le RC Aubenas en Fédérale 1, il rejoint les échelons professionnels pour la saison 2011-2012, signant un contrat d'une année plus une optionnelle avec l'US Dax en Pro D2,.
Après une année en deuxième division professionnelle, il retourne en Fédérale 1, sous les couleurs du FC Lourdes. Deux ans plus tard, il rejoint les voisins du Stade bagnérais. Greyling quitte ensuite le club à l'issue de la saison 2015-2016.